# Jan-Erik Enestam
Jan-Erik Enestam (født 12. marts 1947) er en finsk politiker der siden 2007 har været direktør for Nordisk Råd. Enestam stammer fra Västanfjärd i Finland. Han blev uddannet som pol.mag. fra Åbo Akademi i 1973 og arbejdede derefter nogle år som forsker. I 1978 blev Jan-Erik Enestam kommunaldirektør i Västanfjärd, og han har siden da arbejdet inden for det politiske område. 
I årene 1991 til 2007 var Jan-Erik Enestam medlem af den finske Riksdag, på finsk Eduskunta. Han virkede uafbrudt som minister i skiftende regeringer fra 1995 til 2006, blandt andet som miljøminister, indenrigsminister samt minister for nordisk samarbejde. Fra 1998 til 2006 bestred han desuden posten som partileder for Svenska Folkpartiet.
Jan-Erik Enestam har i mange år været aktiv i det nordiske politiske samarbejde, hvilket 1. august 2007 kulminerede med posten som direktør i Nordisk Råd. 
Privat er Jan-Erik Enestam gift og far til tre voksne børn.